# Deliblato
Deliblato (cyr. Делиблато) – wieś w Serbii, w Wojwodinie, w okręgu południowobanackim, w gminie Kovin. W 2011 roku liczyła 2939 mieszkańców.